# Dům invalidů (Bělehrad)
Dům invalidů (srbsky Дом инвалида, dříve Dům válečných invalidů, srbsky Дом ратних инвалида) je rohový funkcionalistický dům, který se nachází v hlavním městě Srbska, Bělehradu. Umístěn je na Sávském náměstí, jako rohový dům přiléhá k třídě Nemanjina. Budova se proslavila především legendárním kinem Pionir, které sídlilo v jejím přízemí.
Čtyřpatrová budova s průčelím orientovaným do Sávského náměstí byla zbudována k uliční čáře, opisující oblouk. Architektem budovy byl Dimitrije Leko, porazil další konkurenční návrhy, např. z pera Milana Zlokoviće a skupiny architektů GAMP. Dokončena byla v roce 1934. Po svém dokončení sloužila pro organizaci veteránů jugoslávské královské armády, po druhé světové válce do ní bylo umístěno více různých institucí. 